# Australian Youth Climate Coalition
L'Australian Youth Climate Coalition (AYCC) est une organisation de jeunesse en Australie,. Lorsque l'organisation a commencé, la coalition était composée de 25 autres organisations de jeunesse, dont l'Union nationale des étudiants, mais il s'agit désormais d'une organisation indépendante,. L'organisation vise « à construire un mouvement de jeunes porteurs de solutions à la crise climatique. » Ils déclarent que cet objectif est atteint grâce à l'autonomisation et à l'éducation, à la conduite de campagnes stratégiques gagnantes, au changement de discours et à la construction d'un mouvement. AYCC travaille en étroite collaboration avec Seed Indigenous Youth Climate Network.

## Histoire
En 2004, des organisations, qui formeront plus tard le Mouvement des jeunes pour le climat, commencent à se regrouper. À la suite de la formation de la Canadian Youth Climate Coalition en septembre 2006, l'Australian Youth Climate Coalition s'est formée en novembre 2006 avec 27 organisations de jeunesse lors d'un sommet fondateur de la jeunesse,,.
En 2009, le ministre des Finances de l'époque, Lindsay Tanner, décerne aux cofondatrices de l'Australian Youth Climate Coalition, Amanda McKenzie et Anna Rose, ainsi qu'à l'actuelle directrice nationale, Ellen Sandell, le prix du jeune écologiste de l'année du ministre de l'Environnement, pour récompenser leurs efforts.

## Campagnes
Dans les années 2010, depuis la formation de l'Australian Youth Climate Coalition, l'organisation a fréquemment envoyé une délégation de jeunes aux conférences des Nations Unies sur le changement climatique pour défendre les intérêts des jeunes,,.
Power Shift est le nom d'un sommet annuel de la jeunesse qui s'est tenu aux États-Unis pour la première fois en 2007. Deux ans plus tard, en 2009, l'Australian Youth Climate Coalition, en partenariat avec l'Université occidentale de Sydney, GetUp et Greenpeace, organise la conférence australienne Powershift du 11 au 13 juillet 2009. Le sommet a attiré 1 500 jeunes. Parmi les invités figuraient l'ancien vice-président des États-Unis Al Gore, le nageur Ian Thorpe et l'actrice Brooke Satchwell. L'événement s'est terminé par un rassemblement à l'extérieur de l'Opéra de Sydney.

## Financement
L'AYCC a déclaré un revenu brut de 4,79 millions de dollars en 2020 provenant d'une combinaison de sources. La majorité du financement de l'AYCC provient de dons et de legs (81 %).